# Juncus effusus
Juncus effusus (L., 1753) è una pianta della famiglia delle Giuncacee.

## Descrizione

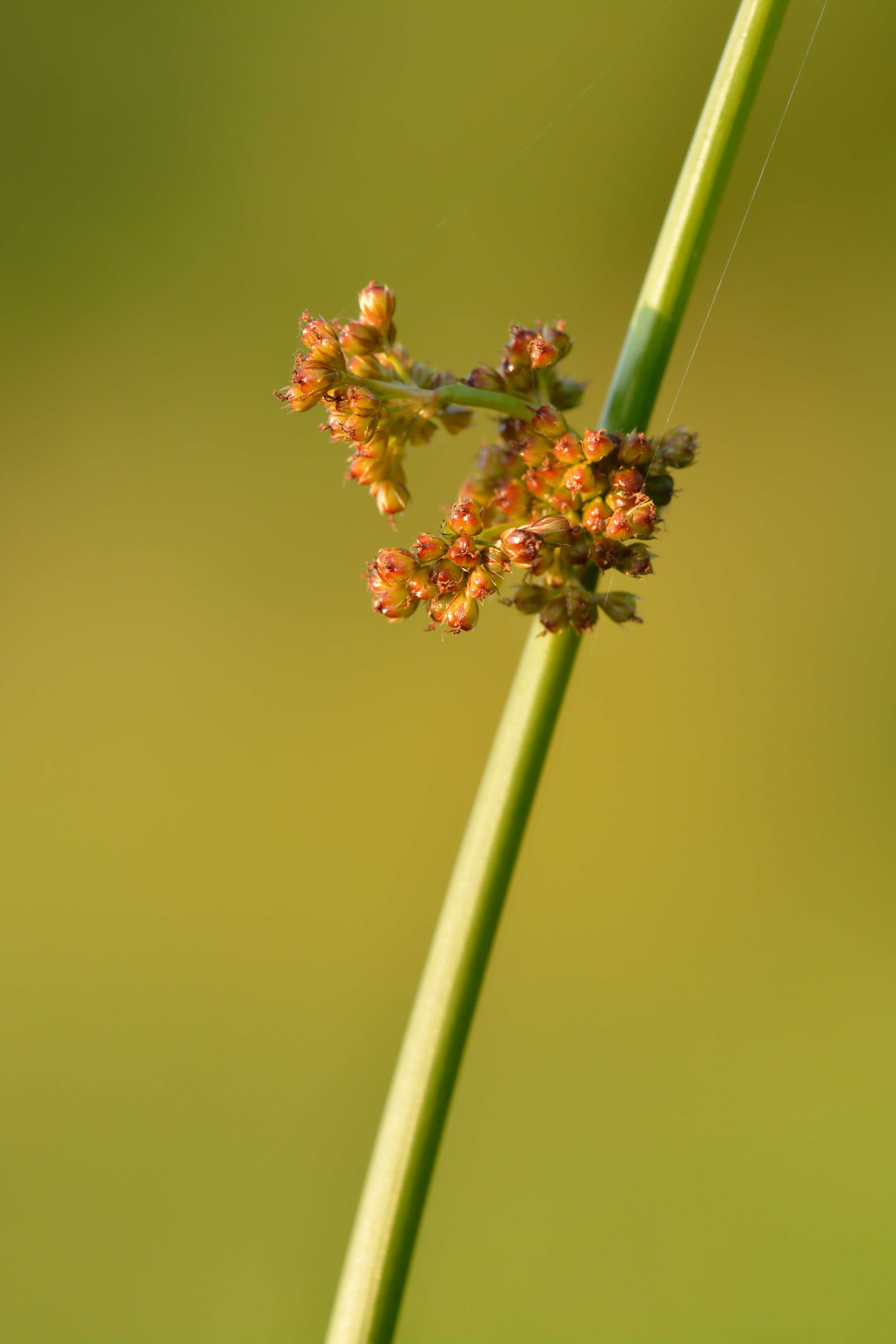

Si tratta di una pianta cespugliosa acquatica e perenne, diffusa particolarmente nelle zone marittime di tutti i continenti. Essa produce alcuni ciuffi verdi, spugnosi, lisci, cilindrici e flessibili con alcune foglie intorno, essi sono alti circa 100–130 cm e in estate producono molto spesso dei fiori a ventaglio di colore verdi- marroni.

## Coltivazione
Questa pianta predilige i luoghi soleggiati e può anche crescere ai bordi di una fonte d'acqua.
Resiste molto bene al freddo e si propaga molto facilmente.
Si propaga con i rizomi sotterranei che possono essere prelevati e piantati in autunno. Anche la propagazione tramite seme non è particolarmente difficoltosa.

## Avversità
Il giunco è molto resistente e quindi difficilmente viene attaccato da parassiti ma nonostante ciò a volte può presentare la cocciniglia farinosa e gli afidi neri.